# المصينعة (ماهلية)

تعديل مصدري - تعديل

المصينعة هي إحدى قرى عزلة العمود ال طالب بمديرية ماهلية التابعة لمحافظة مأرب، بلغ تعداد سكانها 83 نسمة حسب تعداد اليمن لعام 2004.